# 가바르도

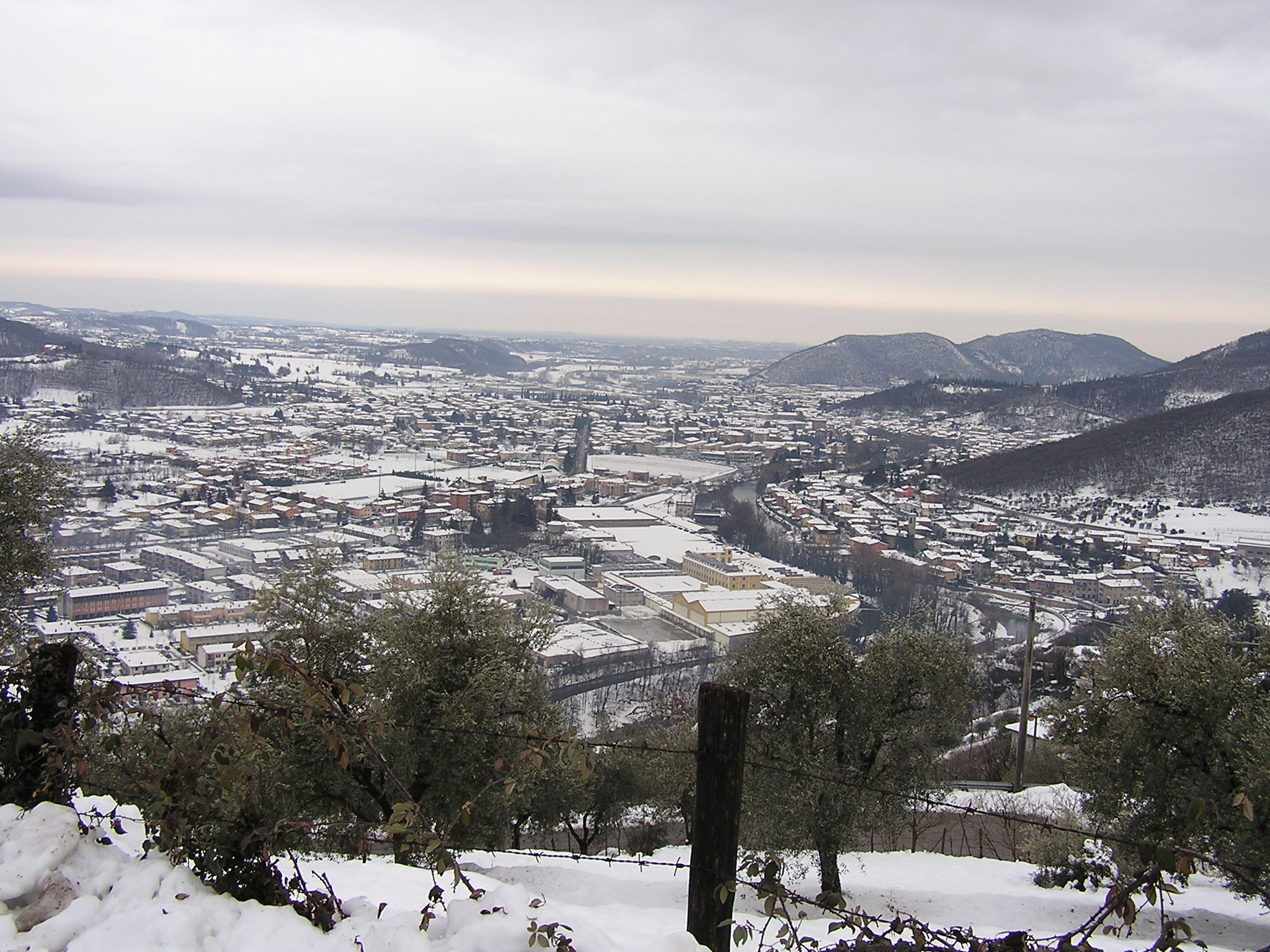

가바르도(이탈리아어: Gavardo)는 이탈리아 롬바르디아주 브레시아도에 위치한 코무네로 면적은 29.508km2, 높이는 199m, 인구는 11,786명(2011년 12월 31일 기준), 인구 밀도는 400명/km2이다.